# Ricky Bower
Ricky Bower (ur. 20 października 1977 w Park City) – amerykański snowboardzista, mistrz świata.

## Kariera
W zawodach Pucharu Świata zadebiutował 10 lutego 1995 roku w Mount Bachelor, zajmując 15. miejsce w halfpipe'ie. Tym samym już w swoim debiucie wywalczył pierwsze pucharowe punkty. Na podium zawodów tego cyklu po raz pierwszy stanął blisko cztery lata później, 6 lutego 1999 roku w Park City, kończąc rywalizację w halfpipe’ie na trzeciej pozycji. W zawodach tych wyprzedzili go jedynie dwaj rodacy: Ross Powers i Tommy Czeschin. W kolejnych startach jeszcze jeden raz stanął na podium: 15 stycznia 2000 roku w Berchtesgaden był drugi w tej konkurencji. Najlepsze wyniki osiągnął w sezonie 1999/2000, kiedy to zajął 41. miejsce w klasyfikacji generalnej.
Jego największym sukcesem jest złoty medal w halfpipe’ie na mistrzostwach świata w Berchtesgaden w 1999 roku. Pokonał tam Fredrika Sternera ze Szwecji i Timo Aho z Finlandii. Był też między innymi dwunasty w tej konkurencji podczas  mistrzostw świata w Madonna di Campiglio dwa lata później. Nie startował na igrzyskach olimpijskich.
W 2003 r. zakończył karierę.

## Osiągnięcia

### Mistrzostwa świata
| Miejsce | Dzień       | Rok  | Miejscowość          | Konkurencja    | Zwycięzca          |
| ------- | ----------- | ---- | -------------------- | -------------- | ------------------ |
| 34.     | 24 stycznia | 1997 | San Candido          | Halfpipe       | Fabien Rohrer      |
| 26.     | 26 stycznia | 1997 | San Candido          | Snowboardcross | Helmut Pramstaller |
| 1.      | 16 stycznia | 1999 | Berchtesgaden        | Halfpipe       | -                  |
| 12.     | 27 stycznia | 2001 | Madonna di Campiglio | Halfpipe       | Kim Christiansen   |

### Puchar Świata

#### Miejsca w klasyfikacji generalnej
- sezon 1994/1995: -
- sezon 1995/1996: -
- sezon 1996/1997: 59.
- sezon 1997/1998: 80.
- sezon 1998/1999: 53.
- sezon 1999/2000: 41.
- sezon 2000/2001: 83.
- sezon 2001/2002: -
- sezon 2002/2003: -

#### Miejsca na podium
1. Park City – 6 lutego 1999 (halfpipe) - 3. miejsce
2. Berchtesgaden – 15 stycznia 2000 (halfpipe) - 2. miejsce